# Sanowo (Białoruś)
Sanowo (biał. Санова, Sanowa; ros. Саново, Sanowo) – wieś na Białorusi, w obwodzie grodzieńskim, w rejonie ostrowieckim, w sielsowiecie Worniany, przy granicy z Litwą.

## Historia
Pod zaborami dwa zaścianki - jeden włościański, drugi szlachecki. W II Rzeczypospolitej zaścianek i folwark.
W XIX i w początkach XX w. położone było w Rosji, w guberni wileńskiej, w powiecie wileńskim, w gminie Bystrzyca. Po I wojnie światowej pod administracją polską, w Zarządzie Cywilnym Ziem Wschodnich, w okręgu wileńskim, w powiecie wileńskim. W latach 1920–1922 w składzie Litwy Środkowej.
Od 11 kwietnia 1922 leżało w Polsce, w województwie wileńskim, w powiecie wileńsko-trockim, do 1 kwietnia 1927 w gminie Bystrzyca, następnie w gminie Mickuny.
Po II wojnie światowej w granicach Związku Sowieckiego. Od 1991 w niepodległej Białorusi.